# Chile i olympiska sommarspelen 1992
Chile deltog i de olympiska sommarspelen 1992 med en trupp bestående av 12 deltagare, men ingen av landets deltagare erövrade någon medalj.

## Boxning
Mellanvikt
- Ricardo Araneda
  - Första omgången — Besegrade Luis Hugo Mendez (URU), RSC-2 (02:20)
  - Andra omgången — Förlorade mot Lee Seung-Bae (KOR), 8:12

## Friidrott
Herrarnas maraton
- Jaime Ojeda — 2:28,39 (→ 62:a plats)

Herrarnas stavhopp
- Tómas Riether

Herrarnas kulstötning
- Gert Weil
  - Kval — 19,41 m (→ gick inte vidare)

## Tennis
Damsingel
- Paulina Sepúlveda
  - Första omgången – Förlorade mot Sandra Cecchini (Italien) 2-6 3-6